# Юнгстедт, Матильда
Матильда Юнгстедт (швед. Matilda Emilia Charlotta Jungstedt-Reuterswärd, 13 октября 1864 — 21 ноября 1923) — шведская оперная певица (меццо-сопрано).

## Биография
Матильда Юнгстедт родилась в 1864 г. в Норрчёпинге. Её родителями были Юхан Нильс Юнгстедт и Матильда Сундиус. Её брат Аксель Юнгстедт был известным шведским художником.
В 1884—1888 гг. Матильда училась в Стокгольме в Королевской высшей музыкальной школе. Она обучалась пению у Фрица Арльберга и Юлиуса Гюнтера, пластику ей ставила Сигне Хеббе.
По окончании учёбы Матильду в приняли в Королевскую оперу, и в 1889 г. она дебютировала в роли в роли Bergadrottningen в опере Den bergtagna. После дебюта она отправилась в Париж, где в 1890—1891 гг. обучалась пению у оперной певицы и преподавательницы Дезире Арто, а затем в Лондон — у Раймунда фон цур-Мюлена.
После обучения, проработав один сезон в Гётеборгском театре (Stora Teatern), Матильда вернулась в Королевскую оперу, где выступала в 1892—1906, 1908—1910 гг., в Oscarsteatern она выступала в 1906—1908 гг. Матильда также посетила с гастролями Норвегию, Данию и Финляндию.
Матильда исполняла роли Леоноры в «Фиделио» Бетховена, Орфея, Далилы в «Самсоне и Далиле» Сен-Санса, Амнерис в «Аиде» Верди, Ортруды в «Лоэнгрине» и «Валькирии» Вагнера, Керубино в «Свадьбе Фигаро» Моцарта, Никлаус в «Сказках Гофмана» Оффенбаха.
Заслуги Матильды Юнгстедт были высоко оценены: в 1894 г. её наградили золотой медалью Литературы и искусств, а в 1915 г. включили в Шведскую королевскую музыкальную академию.
Матильда ушла из жизни в 1923 г., похоронена в Стокгольме.

## Личная жизнь
В 1891—1899 гг. Матильда была замужем за певцом и режиссёром Эмилем Линденом, в 1905 г. вышла замуж за художника Фрица Рейтерсверда. От первого брака у неё был сын Курт Юнгстедт — шведский художник-карикатурист.